# Ne okreći se, sine (1956.)
Ne okreći se, sine, hrvatski dugometražni film iz 1956. godine.

## Radnja
Zagrebački ilegalac, bivši inženjer Neven Novak (Bert Sotlar) bježi iz vlaka koji ga je trebao prevesti u Jasenovac. Osmišlja kako će osloboditi svog sina Zorana (Zlatko Lukman), koji je nakon njegovog uhićenja smješten u ustaško odgojilište. Ali, nakon što je to i učinio, Neven shvaća da mu je sin odgojen da mrzi komuniste pa mu prešuti tko je on zapravo.
Dok im on traži vezu za odlazak u partizane, ustaško redarstvo sve više steže obruč oko njih...

## Uloge
Bert Sotlar- Neven Novak 
Zlatko Lukman- Zoran Novak 
Lila Andres- Vera 
Radojko Ježić- kipar Leo 
Nikša Stefanini- Zapovjednik Ustaške nadzorne službe 
Mladen Hanzlovsky- Ivica Dobrić 
Tihomir Polanec- čistač cipela Miki 
Greta Kraus-Aranicki- Ivičina majka 
Zlatko Madunić- agent 
Stjepan Jurčević- Ivičin otac